# Wilderness (film, 2006)
Pour les articles homonymes, voir Wilderness.
Pour plus de détails, voir Fiche technique et Distribution.
Wilderness est un film britannique réalisé par M. J. Bassett, sorti en 2006.

## Synopsis
Des jeunes délinquants responsables du suicide d'un des leurs en prison, sont envoyés sur une île déserte pour un « stage de survie ». Ils sont alors attaqués par des chiens enragés…

## Fiche technique
- Titre : Wilderness
- Réalisation : M. J. Bassett
- Scénario : Dario Poloni
- Production : Bill Allan, Robert Bernstein, Emma Hayter, Ivan Mactaggart, John McDonnell et Douglas Rae
- Société de production : Ecosse Films (en)
- Distribution :  Momentum Pictures (en) ;  La Fabrique de films
- Budget : 3 millions de livres sterling (4,4 millions d'euros)
- Musique : Mark Thomas
- Photographie : Peter Robertson
- Montage : Kate Evans
- Décors : Tom McCullagh
- Costumes : Hazel Webb-Crozier (en)
- Pays d'origine : Royaume-Uni et Irlande
- Langue : anglais
- Format : Couleurs - 1,85:1 - Dolby Digital - 35 mm
- Genre : Horreur
- Durée : 93 minutes
- Dates de sortie[1] :  Belgique : 19 mars 2006 (festival de Bruxelles),  France : 14 mars 2007
- Film interdit aux moins de 16 ans lors de sa sortie en France

## Distribution
- Toby Kebbell (VF : Damien Boisseau) : Callum
- Sean Pertwee : Jed
- Lenora Crichlow (VF : Sylvie Jacob) : Mandy
- Alex Reid (VF : Danièle Douet) : Louise
- Brian Bache (VF : Yann Le Madic) : Danny
- Richie Campell (VF : Yann Peira) : Jethro
- Hamish Cowan : Chief Engineer
- Adam Deacon (en) (VF : Charles Pestel) : Blue
- Stephen Don : The Hunter
- Karly Greene (VF : Karine Foviau) : Jo
- Gerard Hendrick : Fergie
- Martin Hendrick : Jim
- Ryan Hendrick : Paul
- Nathan Hughes : Inmate
- Melissa Jackson : Naomi
- Ken McCallum : Chairman Gorton
- Gerard McCann : Clarke
- John McHugh : Big Suit
- Owen McHugh : David Stewart
- Ben McKay (en) : Lindsay
- Anthony McKenna : Inmate
- Luke Neal : Lewis
- Colin Nicolson : The Poacher
- Patricia Nicolson : Rachel
- Cara Ritchie : Gillian
- John Soraghan : Robert Gunther
- Stephen Wight (en) (VF : Hervé Rey) : Steve

Sources et légende : Version française selon le carton de doublage français.